# Lực lượng Vũ trang Hoàng gia Lào
Lực lượng Vũ trang Hoàng gia Lào hoặc Quân lực Hoàng gia Lào (tiếng Pháp: Forces Armées du Royaume viết tắt FAR), là lực lượng quốc phòng vũ trang chính thức của Vương quốc Lào, một nhà nước từng tồn tại trong khoảng thời gian từ năm 1949 đến 1975 và được thay thế bởi Cộng hòa Dân chủ Nhân dân Lào. FAR chịu trách nhiệm về quốc phòng của Vương quốc Lào kể từ khi giành độc lập từ tay Pháp vào tháng 10 năm 1953.

## Lịch sử
Lực lượng Vũ trang Hoàng gia Lào được thành lập vào ngày 11 tháng 5 năm 1947, khi Vua Sisavang Vong ban bố bản hiến pháp tuyên bố Lào là một quốc gia độc lập (và tái lập Vương quốc kể từ năm 1949) trong khuôn khổ là thuộc địa Đông Dương thuộc Pháp. Hành động này báo hiệu việc tạo ra một chính phủ Lào có khả năng xây dựng chính quyền riêng của mình trong vài năm tới, bao gồm cả việc thành lập một lực lượng quốc phòng. Quân đội Lào đã chính thức thành lập vào tháng 7 năm 1949 từ việc góp nhặt những đơn vị quân cảnh và cảnh sát Lào từ trước, quân thực dân bản địa chính quy và các lực lượng phụ trợ không chính quy tăng cường cho địa phương. Tuy nhiên, quá trình hình thành đã sớm bị cản trở bởi sự phát triển của cuộc chiến tranh Đông Dương lần thứ nhất đang diễn ra ở nước láng giềng Việt Nam, vì vậy vào năm 1952, Quân đội Quốc gia Lào (tiếng Pháp: Armée Nationale Laotienne - ANL) - tiền thân của Quân đội Hoàng gia Lào đã thực sự bắt đầu hình thành.

## Cơ cấu

### Bộ chỉ huy vùng
Lào vào đầu những năm 1960 được chia thành năm quân khu (MR, Régions Militaires theo tiếng Pháp) gần tương ứng với các khu vực của 13 tỉnh trên cả nước, được tổ chức như sau: 
- Quân khu I – Bộ Tư lệnh Quân khu I đặt tại Luang Prabang, được xem là quân khu lớn nhất, bao gồm toàn bộ vùng Tây Bắc Lào và bao phủ các tỉnh Luang Prabang, Xayabury, Oudomxay, Luang Namtha, và Phongsaly.
- Quân khu II – Bộ Tư lệnh Quân khu II đặt tại Long Cheng ở tỉnh Xiengkhuang, quân khu II bao phủ vùng Đông Bắc Lào bao gồm các tỉnh Xiengkhuang và Huaphanh.
- Quân khu III – Bộ Tư lệnh Quân khu III đặt tại Savannakhet, thủ phủ tỉnh Savannakhet, quân khu III bao phủ vùng Thượng Lào, bao gồm các tỉnh Savannakhet và Khammouane.
- Quân khu IV – Bộ Tư lệnh Quân khu IV đặt tại Pakse, thủ phủ tỉnh Champassak, quân khu IV bao phủ vùng Hạ Lào bao gồm các tỉnh Champasack, Saravane và Attapeu.
- Quân khu V – Bộ Tư lệnh Quân khu V đặt tại Trại Chinaimo, nằm ở vùng ngoại ô phía đông Viêng Chăn, quân khu V bao phủ vùng Thủ đô, trong đó bao gồm trụ sở chính quyền trung ương quốc gia và tỉnh cùng tên Viêng Chăn.

## Quân chủng
Tháng 9 năm 1961 quân đội Hoàng gia Lào gồm ba quân chủng lục, không quân và thủy quân. Vai trò chủ yếu của họ là: đảm bảo chủ quyền của nhà vua, bảo đảm sự ổn định và an ninh nội bộ bằng cách duy trì trật tự xã hội và chính trị, và bảo vệ Vương quốc Lào chống lại ngoại xâm. Được đặt dưới sự kiểm soát của Bộ Quốc phòng Chính phủ Hoàng gia Lào tại thủ đô Viêng Chăn, các phân nhánh của FAR đã được tổ chức như sau: 
- Lục quân Hoàng gia Lào
- Thủy quân Hoàng gia Lào
- Không quân Hoàng gia Lào

### Lực lượng đặc biệt
- Lữ đoàn dù số 7
- Sư đoàn xung kích số 2
- Lực lượng Biệt kích Quân khu 5
- Lực lượng Biệt động quân đột kích
- Lực lượng Biệt kích đặc biệt (SPECOM)
- Các toán Biệt kích cơ động (SGU)

## Cơ sở huấn luyện

### Trung tâm huấn luyện nhảy dù
Để huấn luyện các tiểu đoàn dù Lào, trung tâm huấn luyện nhảy dù được thành lập bởi người Pháp tại căn cứ không quân Wattay ngay bên ngoài Viêng Chăn vào tháng 9 năm 1948, tiếp theo sau này tới tháng 2 năm 1960 bằng Vang Vieng, nằm 17 Km từ Viêng Chăn, với sự giúp đỡ của cố vấn Mỹ MAAG, và Seno, gần Savannakhet. Trường nhảy dù thứ tư được thành lập một thời gian ngắn bởi phe Trung lập tại Muang Phanh vào đầu tháng 5 năm 1964, nhưng đã xảy ra các cuộc tấn công của Pathet Lào cùng tháng buộc các cán bộ huấn luyện phải chuyển đến Vang Vieng.

### Trung tâm huấn luyện bộ binh và biệt kích
Trong đợt tái tổ chức năm 1971, hai trung tâm huấn luyện song song bộ binh/biệt kích được người Mỹ giúp thiết lập tại Phou Khao Khouai, phía bắc Viêng Chăn và Seno gần Savannakhet cho các sư đoàn xung kích mới của Quân đội Hoàng gia Lào (RLA). Một phần ba, CIA đã rút khỏi trại bí mật PS 18 gần Pakse tỉnh Champassak được sử dụng cho hai tiểu đoàn RLA để tăng cường trong quân khu 4.

## Ngoại trợ

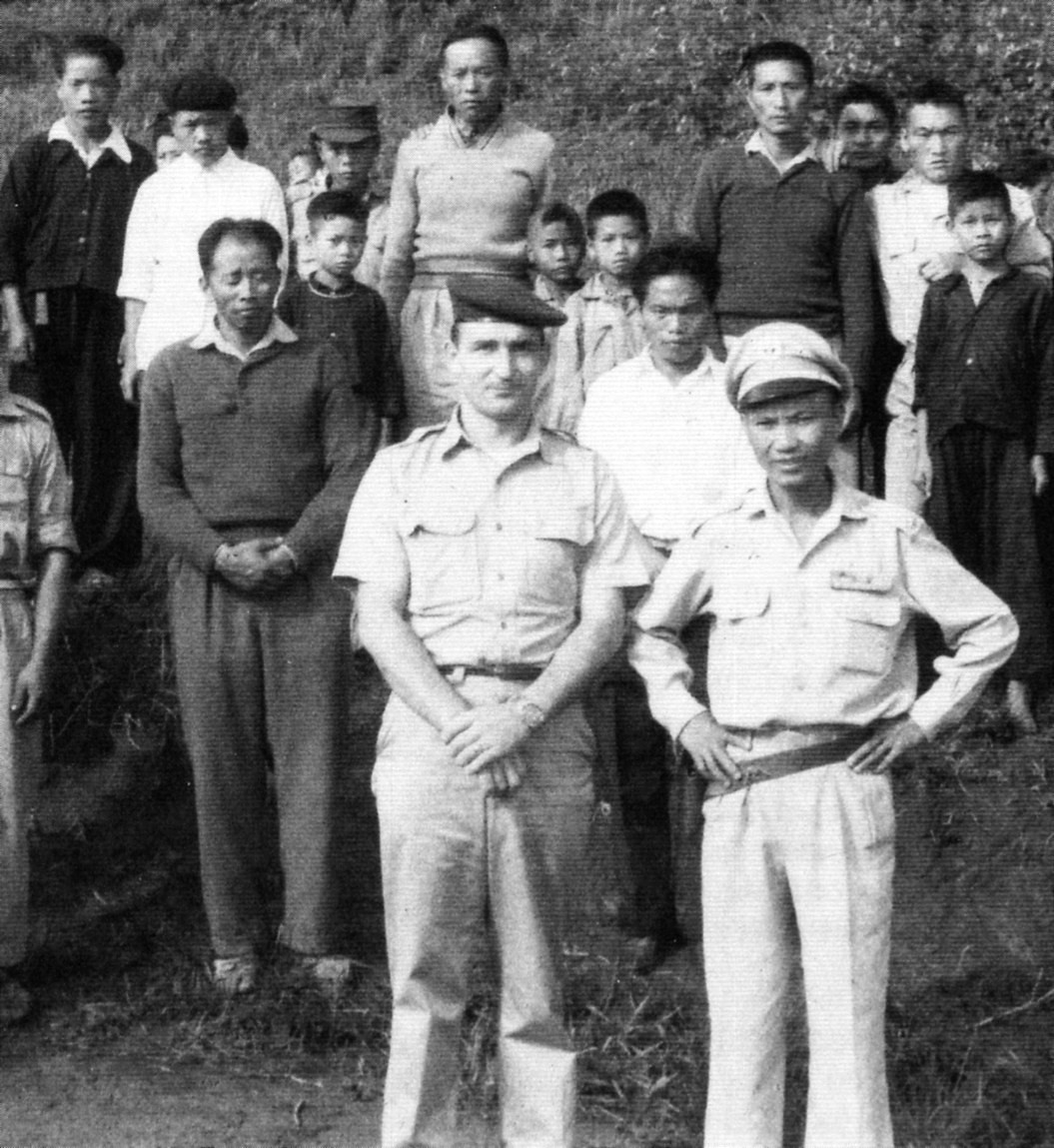
Cố vấn PEO Jack F. Mathews cùng Thiếu tá Vàng Pao, chỉ huy Tiểu đoàn Bộ binh số 10 (10éme Bataillon de Infanterie - 10éme BI), tại Nong Net, tháng 7 năm 1960.

Trong suốt quá trình tồn tại, FAR đã nhận được sự hỗ trợ quân sự vào các thời điểm và giai đoạn khác nhau từ một số quốc gia, bao gồm Pháp, Anh, Mỹ, Thái Lan, Miến Điện, Philippines, Đài Loan, Việt Nam Cộng hòa, Indonesia, Úc, và thậm chí (một thời gian ngắn) cả từ Việt Nam Dân chủ Cộng hòa và Liên Xô.
Để đối phó với mối đe dọa do lực lượng nổi dậy Pathet Lào gây ra, FAR phụ thuộc vào một phái đoàn huấn luyện quân sự nhỏ của Pháp (Mission Militaire Française près du Gouvernment Royale du Laos – MMFI-GRL), đứng đầu bởi một sĩ quan cấp tướng, một quan chức đặc biệt được bổ nhiệm theo quy định của Hiệp định Geneva 1955, cũng như sự hỗ trợ bí mật từ Mỹ dưới hình thức Cơ quan Chương trình Đánh giá (Programs Evaluation Office - PEO, thành lập ngày 15 tháng 12 năm 1955), được thay thế vào năm 1961 bởi Phái bộ Cố vấn Quân sự (Military Assistance Advisory Group - MAAG, thành lập năm 1955), sau đó được đổi vào tháng 9 năm 1962 thành Văn phòng Thiết yếu (Requirements Office - RO). Từ năm 1962 đến năm 1971, Mỹ cung cấp viện trợ quân sự trực tiếp cho Lào, nhưng không bao gồm chi phí trang bị và huấn luyện các lực lượng không chính quy và bán quân sự của Cục Tình báo Trung ương (CIA).
Các sinh viên sĩ quan (Aspirants) và các sĩ quan trung cao cấp Lào tu nghiệp ban đầu được gửi đến Pháp, sau đó là Thái Lan và Mỹ, để được đào tạo cơ bản và cấp cao tại các Học viện Quân sự và Cao đẳng Tham mưu tương ứng của họ. Ít nhất có 10 sinh viên sĩ quan Lào đã được gửi đến Học viện Quân sự Saint Cyr (École spéciale militaire de Saint-Cyr) danh tiếng ở Pháp, trong khi các sĩ quan cấp cao tham gia các khóa học tham mưu tại Trung tâm đào tạo quân sự cao cấp (Centre des hautes études militaires) ở Paris; ngoài ra, cũng có nhiều sĩ quan Lào khác được đào tạo tại Trường Chỉ huy và Tham mưu Lục quân Hoa Kỳ (United States Army Command and General Staff College) tại Fort Leavenworth, Kansas. Ngoài ra, một số ít học viên sĩ quan hải quân Lào (Eléves Officiers de Marine – EOM) cũng được cử sang Pháp để theo học các khóa Sĩ quan sơ và trung cấp tại Học viện Hải quân Pháp (École navale) ở Brest.